# سانلانگ باس
سانلانگ باس (انگلیسی: Sunlong Bus) شرکت اتوبوس‌سازی چینی است، که در سال ۲۰۰۴ تأسیس شد.